# Puerto de Doha

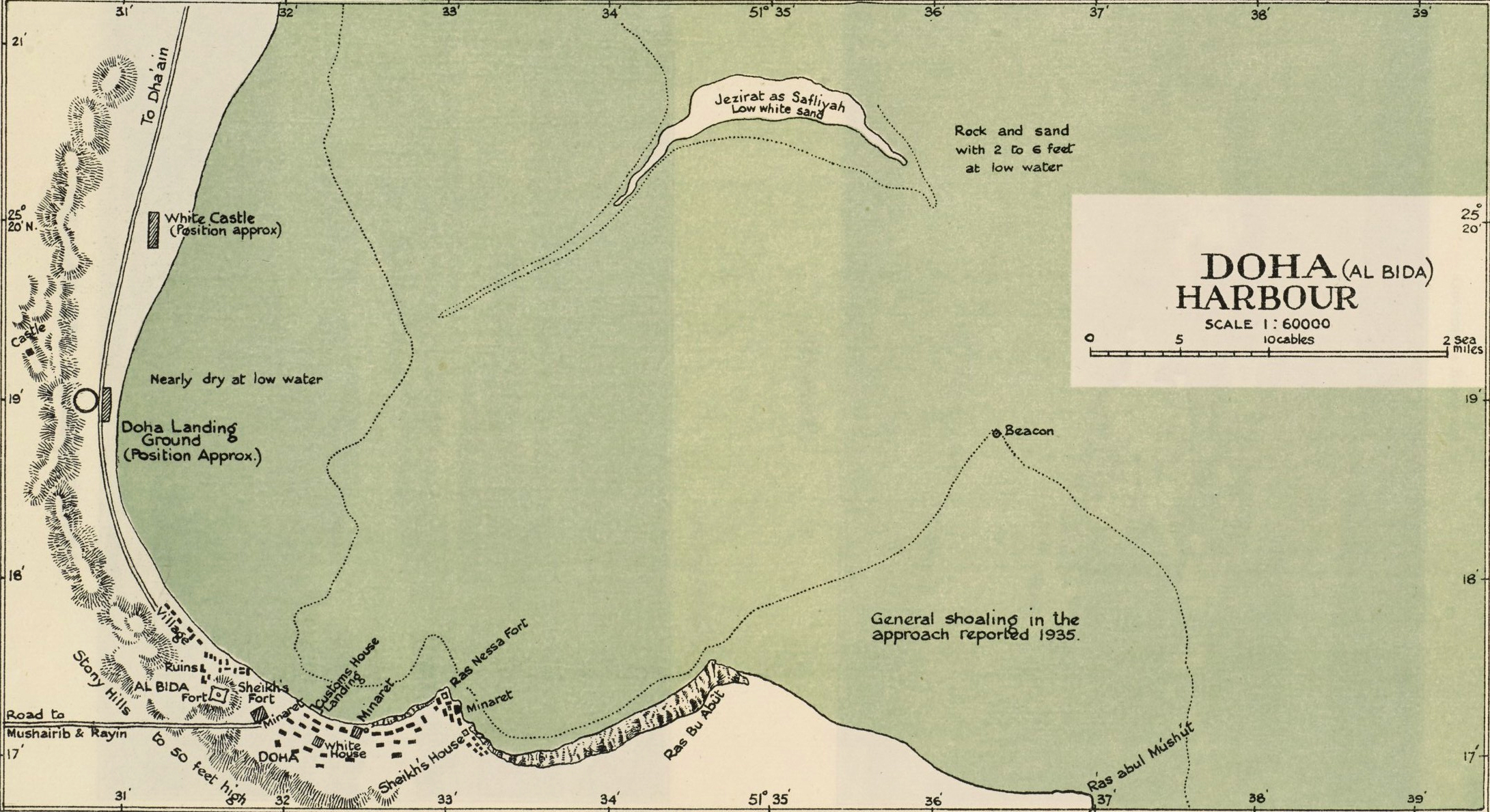
Mapa del Doha (Al Bidda) Harbour (1937), que designa el Puerto de Doha como Customs House Landing.

El Puerto de Doha (en árabe: ميناء الدوحة‎, romanizado: Mīnā’ ad Dawḩah) es un distrito portuario de Doha, la capital de Catar.
El Puerto de Doha está situado en el centro de Doha, y está cerca de algunas de las atracciones turísticas más populares del país, como la corniche de Doha y el Souq Waqif. La empresa Milaha Port Services consiguió el control del puerto en febrero de 2011. Hasta la inauguración del Puerto Hamad en diciembre de 2016, el Puerto de Doha era el único puerto comercial del país, capaz de procesar la mayor parte de los tipos de carga. Inmediatamente después de que empezara a funcionar el Puerto Hamad en diciembre de 2016, situado cerca de Al Wakrah, el Puerto de Doha suspendió todas sus operaciones comerciales.

## Historia
En 1971, se construyó un muelle de 734 metros de longitud con capacidad para cuatro barcos a la vez a instancias del gobierno. El coste total se valoró en diez millones de libras y requirió un dragado masivo de las aproximaciones, incluido un canal de aproximación exterior de 5.6 kilómetros de longitud, con una profundidad de ocho metros y una anchura de 107 metros, y un canal de aproximación interior de 2.4 kilómetros de longitud, con una profundidad de nueve metros y una anchura de 120 metros, que se ensancha en una cuenca de maniobras. El muelle estaba conectado al puerto mediante un pedraplén de 1100 metros de longitud y 12 metros de anchura. El gobierno empezó las obras de otro muelle de 757 metros de longitud valorado en 250 000 libras en 1973.